# 4900 Maymelou
4900 Maymelou è un asteroide della fascia principale. Scoperto nel 1988, presenta un'orbita caratterizzata da un semiasse maggiore pari a 2,3791855 UA e da un'eccentricità di 0,1282722, inclinata di 5,92822° rispetto all'eclittica.